# 南華克橋
南華克橋，又译薩瑟克橋（英語：Southwark Bridge），是一座位於英國倫敦泰晤士河上的拱橋，在千禧橋和坎農街鐵路橋之間。這座橋連接了南華克和倫敦市。1921年建成，1995年成為二級登錄建築

## 歷史
現在的南華克橋建成于1921年，在1819年時由約翰·倫尼設計建造過過另外一座南華克橋，此橋原名女王街橋（Queen Street Bridge），有三個鑄鐵橋拱，由大理石製成的橋墩支撐。歐內斯特·喬治和巴茲爾·莫特設計了一座新的南華克橋，由Sir William Arrol & Co.建造，1921年通車。

## 外部連結
- Structurae数据库中Southwark Bridge (1819)的数据
- Structurae数据库中Southwark Bridge (1921)的数据

51°30′32″N 0°05′40″W / 51.50889°N 0.09444°W